# Porcius Vetustinus
(Quintus?) Porcius Vetustinus war ein römischer Ritter und während der Regierungszeit des Kaisers Antoninus Pius (138–161) in der Zeit von ca. 147 bis 151/152 n. Chr. Statthalter (Prokurator) in der nordafrikanischen Provinz Mauretania Caesariensis.
Porcius Vetustinus wurde insbesondere durch ein auf den 1. August 150 datiertes Militärdiplom bekannt, das für den Soldaten Victor vom Volk der pannonischen Azalier ausgestellt war. Victor, ein Angehöriger der in Oberpannonien stationierten Ala prima Hispanorum Aravacorum (erstes hispanisches Reiterregiment der Aravacaner), war damals vom oberpannonischen Statthalter Claudius Maximus mit seiner Truppe oder einer Vexillation nach Afrika entsandt worden, um mit anderen Einheiten an einem Feldzug gegen die einheimischen Mauren teilzunehmen. Im selben Jahr erhielten noch weitere dem mauretanischen Statthalter unterstellte Soldaten anlässlich ihrer Entlassung das römische Bürgerrecht. Porcius Vetustinus wurde möglicherweise noch vor dem Ende dieses Krieges durch seinen Nachfolger, Titus Varius Clemens, abgelöst, der bereits einige Jahre zuvor seine militärischen Fähigkeiten in der Provinz Mauretania Tingitana unter Beweis gestellt hatte. Möglicherweise wurde in Rom ein erfahrener Mann gesucht, der den Maurenfeldzug erfolgreich beenden konnte. Wann Varius Clemens die in ihn gesteckten Erwartungen erfüllen konnte, ist bis heute noch nicht bekannt.
Aus der Zeit der Prokuratur von Porcius Vetustinus ist ein Detail überliefert, bei dem es um ein Wasserbauprojekt für die in seiner Provinz gelegene Stadt Saldae (heute Bejaia) ging. Die Stadtväter von Saldae suchten nach einem Fachmann, der diesen Bau bewältigen konnte. Daher wurde der zur Legio III Augusta gehörende Militäringenieur und Vermessungsfachmann Nonius Datus aus dem in der Provinz Numidien gelegenen Lambaesis um 137 n. Chr. zum damaligen Statthalter Gaius Petronius Celer beordert, um die schwierigen Planungen zu übernehmen. Doch auch der Experte benötigte aufgrund schlecht ausgebildeter ziviler Arbeiter viele Jahre. Während seiner Abwesenheit verfehlten sich die beiden Arbeitsmannschaften, die den Vortrieb in den bei Saldae gelegenen Berg El’Hadjeb von zwei Seiten vornahmen, und gruben aneinander vorbei. Insgesamt musste der Ingenieur dreimal – zuletzt als Veteran – wiederkehren, um das Projekt nach rund 15 oder 20 Jahren unter dem Statthalter Titus Varius Clemens einzuweihen. Wie Nonius Datus erwähnt, letztendlich mit Hilfe des Militärs.
Dem Ingenieur, der während dieser Arbeiten sogar von Räubern überfallen und verletzt wurde, waren seine Leistungen bei diesem Projekt so wichtig, dass er die Vorkommnisse eingehend auf seinem Grabmal in Lambaesis wiedergab. Dadurch blieb auch die Abschrift eines Briefes des Porcius Vetustinus erhalten, den dieser an den damals von 147 bis 149 als legatus Augusti pro praetore amtierenden Statthalter von Numidien, Lucius Novius Crispinus Martialis Saturninus, schickte:

„Porcius Vetustinus an Crispinus: Äußerst gütig und wie es deiner sonstigen Freundlichkeit und Güte entspricht, hast Du gehandelt, Herr, indem Du den Nonius Datus gebeten und zu mir geschickt hast, so daß ich mit ihm über ein Bauvorhaben verhandeln konnte, für dessen Ausführung er die Leitung übernahm. Daher habe ich, obwohl ich zeitlich in Not war und dringend nach Caesarea mußte, dennoch einen Abstecher nach Saldae gemacht um den Aquädukt in Augenschein zu nehmen, der glücklich begonnen wurde, aber gewaltige Arbeitsleistungen erfordert und ohne die treibende Kraft des Nonius Datus, der den Bau mit Sorgfalt und Gewissenhaftigkeit leitet, nicht zu Ende geführt werden kann. Darum hätte ich Dich bitten wollen, uns zuzugestehen, daß er einige Monate bei dieser Sache bleiben könne, wenn er sich nicht bei der Arbeit eine schwere Krankheit zugezogen hätte ...“

Der Brief des Porcius Vetustinus ist zwischen der ersten Entsendung des Nonius Datus unter Gaius Petronius Celer und der Fertigstellung unter Titus Varius Clemens einzuordnen.
Ob Porcius Vetustinus mit dem Kohortenpräfekten Q(uintus) Porcius Q(uinti) fil(io) Vetustinus aus Iuliobriga in Kantabrien identisch ist, bleibt fraglich.